# Reçu pour solde de tout compte
En France, le reçu pour solde de tout compte est un document remis, par l'employeur à un salarié à la fin de son contrat de travail, et en même temps que le certificat de travail, l'« attestation Pôle emploi » et la dernière fiche de paie. Ce document récapitule les sommes qui restent à payer à l'employé avant son départ (salaire, heures supplémentaires, indemnités de congés payés…). Il est signé après avoir reçu les sommes qui y figurent ; les sommes étant versées après la notification de rupture du contrat.

## Aspects juridiques
Selon le ministère du Travail, le reçu pour solde de tout compte est obligatoire. Cette interprétation est contestable, et n'est pas partagée par tous. Le solde de tout compte, établi par l'employeur, et dont le salarié lui donne reçu, « fait l'inventaire des sommes versées au salarié lors de la rupture du contrat de travail. » . Ce reçu peut être dénoncé dans les six mois qui suivent la signature, délai au-delà duquel il devient libératoire pour l'employeur des sommes qui y sont mentionnées,, ce qui veut dire que le salarié considère que les sommes figurant sur le reçu à titre de salaires ou d'indemnités correspondent à ce qui lui est dû. Aucune réclamation n'est plus possible à ce titre après ce délai. Bien qu'aucune jurisprudence ne semble être encore intervenue sur ce point, il est vraisemblable que le salarié puisse encore réclamer après l'expiration du délai de six mois des sommes ne figurant pas sur le reçu (indemnisation de la clause de non-concurrence, indemnité pour licenciement sans cause réelle et sérieuse…). Par ailleurs, le reçu pour solde de tout compte non signé ne prouve pas le paiement des sommes qui y sont mentionnées.
Selon l'article D. 1234-7, le reçu pour solde de tout compte est établi en double exemplaire. Mention en est faite sur le reçu. L'un des exemplaires est remis au salarié.

Si le reçu pour solde de tout compte est dénoncé, il doit l'être par lettre recommandée D. 1234-8.